# Rotala indica
Rotala indica é uma espécie de planta com flor pertencente à família Lythraceae.
A autoridade científica da espécie é Koehne, tendo sido publicada em Botanische Jahrbücher für Systematik, Pflanzengeschichte und Pflanzengeographie 1(2): 172. 1880.

## Portugal
Trata-se de uma espécie presente no território português, nomeadamente em Portugal Continental.
Em termos de naturalidade é invasora na região atrás indicada.

## Protecção
Não se encontra protegida por legislação portuguesa ou da Comunidade Europeia.